# Бурчак (заказник)
Бурчак — гідрологічний заказник місцевого значення в Україні. Розташований у межах Бобровицького району Чернігівської області, на північ від с. Браниця. 
Площа 113 га. Статус присвоєно згідно з рішенням Чернігівського облвиконкому від 24.12.1979 року № 561. Перебуває у віданні Браницької та Кобижчанської сільських рад.
Охороняється типове для лісостепу очеретяне низинне  болото в заплаві річки Бурчак (притоки Остра), рослинність якого представлена низкою лучно-болотних видів. Заказник має велике значення в регулюванні водного режиму прилеглих територій.